# الوشيعة في نقض عقائد الشيعة
الوشيعة في نقض عقائد الشيعة كتاب من تأليف الشيخ موسى جار الله وهو ينتمي إلى أهل السنة والجماعة وكان شيخ الإسلام في روسيا، وكتبه في الرد على الشيعة الإثني عشرية، وقد صدرت بعض الردود عليه من الشيعة.

## ردود
- كتب محسن الأمين العاملي كتاب نقض الوشيعة رداً على الكتاب،[1] ويُعرف الكتاب كذلك باسمالشيعة بين الحقيقة والأوهام.
- كتب عبد الحسين الرشتي كتابه كشف الاشتباه رداً عليه بالعربيّة، ثمّ ترجمه تلميذه محمد مجتبى الهندي إلى الأردوية.[2]
- كتب مهدي بن داود الحجار النجفي كتاب نقض الوشيعة والإسلام الصحيح المتضمن للردّ على هذا الكتاب وكتابٍ آخر هو الإسلام الصحيح لإسعاف النشاشيبي.[1]